# Dalila Ippólito
Dalila Ippólito, née le 24 mars 2002 dans le quartier de Villa Lugano à Buenos Aires, est une footballeuse internationale argentine qui joue comme milieu de terrain pour le club de Serie A de ASDC Pomigliano et l'équipe nationale argentine.

## Biographie

### Carrière en club
En 2015, Dlila Ippólito fait ses débuts pour River Plate à l'âge de 13 ans.
En août 2020, elle signe pour l'équipe italienne de la Juventus. Le 30 juillet 2021, elle rejoint Pomigliano en prêt. Elle signe pour Parme en août 2022,.

### Carrière internationale
Le 22 mai 2019, Dlila Ippólito est sélectionnée dans l'équipe argentine pour la Coupe du monde en France. Le 24 mai 2019, elle participe au match contre l'Uruguay, qui se solde par une victoire 3-1.

## Palmarès
- Serie A: 2020–21
- Supercoppa Italiana: 2020